# 他和她的喵店長
《他和她的喵店長》（英語：Cat, Me, If You Can Depict The Old Hong Kong），香港電視廣播有限公司製作的寵物資訊節目，本節目透過訪問香港各地的人氣喵店長，探索人與貓相處的生活點滴，見證香港時代變遷。
第一輯節目於2023年7月10日至7月21日逢星期一至五20:30至21:00於J2播映，由炎明熹靚聲導航。
第二輯節目於2024年7月15日至7月26日逢星期一至五20:30至21:00於TVB Plus播映，仍然由炎明熹靚聲導航。

## 每集內容
| 集數 | 日期    | 主題                         | 來源        |
| ---- | ------- | ---------------------------- | ----------- |
| 01   | 7月10日 | 上環貓店長見證海味街變遷     | [ 4 ]       |
| 02   | 7月11日 | 油麻地茶餐廳流浪貓之家       | [ 5 ] [ 6 ] |
| 03   | 7月12日 | 上水石湖墟人貓情濃           | [ 7 ]       |
| 04   | 7月13日 | 大埔廟貓自有神庇佑           |             |
| 05   | 7月14日 | 茶果嶺流浪貓之村             |             |
| 06   | 7月17日 | 九龍城老店當值貓店長         | [ 8 ] [ 9 ] |
| 07   | 7月18日 | 佐敦貓店長「圈粉」無數       |             |
| 08   | 7月19日 | 深水埗貓店長吸客大法         |             |
| 09   | 7月20日 | 北角貓店長cosplay必殺技      |             |
| 10   | 7月21日 | 旺角「五金街」貓店長愛．離家 |             |

| 集數 | 日期    | 主題                                  |
| ---- | ------- | ------------------------------------- |
| 01   | 7月15日 | 大澳漁村的人‧貓‧情                    |
| 02   | 7月16日 | 大澳貓義工的動人故事                  |
| 03   | 7月17日 | 探索鬧市中的「貓王國」（愛民邨）      |
| 04   | 7月18日 | 尋訪牛池灣村貓店長                    |
| 05   | 7月19日 | 尋訪石硤尾邨「街市英雄」              |
| 06   | 7月22日 | 沙田瀝源邨親親貓店長                  |
| 07   | 7月23日 | 人貓共融的大圍田心村                  |
| 08   | 7月24日 | 走訪西灣河太安樓貓店長                |
| 09   | 7月25日 | 追訪公共屋邨明星‧貓（恆安邨、沙角邨） |
| 10   | 7月26日 | 彩虹邨人貓故事最終回                  |

## 迴響
節目播出後深受歡迎，網民大讚旁白炎明熹真情流露，聲音導航自然流露的情況為節目加分，節目所講述的人貓情看似平淡卻又充滿溫馨，令人暖心，亦有指節目療愈，是香港人需要的溫情節目。

## 外部連結
- 他和她的喵店長 - 主頁 - tvb.com （页面存档备份，存于）